# Acre-pied
L'acre-pied est une unité de volume anglo-saxonne couramment utilisée aux États-Unis pour les ressources en eau à grand volume, comme les réservoirs, les aqueducs, les canaux, le débit d'évacuation des égouts, l'irrigation et les débits fluviaux.
Un acre-pied équivaut environ à peu près au volume d'eau d'une piscine à huit voies, mesurant 25 m de long, 16 m de large et 3 m de profondeur.

## Définition
Comme son nom l'indique, un acre-pied est défini comme le volume d'un acre de superficie sur une profondeur de un pied.
Un acre est défini comme la surface d'un furlong, soit 660 pieds (un huitième de mille, ou 20,12 m), par une chaîne, soit 66 pieds (201,17 m). Par conséquent, un acre-pied équivaut à un volume de 43 560 pieds cubes (soit environ 1 233,5 m3).
Deux définitions de l'acre-pied, différant d'environ 0,0006%, existent selon que l'on utilise le « pied international » ou le « pied d'arpentage américain ».
| 1 acre-pied               | = 43 560 pieds cubes = 75 271 680 pouces cubes |
| 1 acre-pied international | = 43 560 pieds cubes internationaux            |
|                           | = 1 233,481 837 547 52 m3                      |
|                           | ≈ 271 328,072 596 gallon impérial              |
|                           | = 325 851 3⁄7 gallon US                        |
| 1 acre-pied U.S. survey   | = 43 560 pieds cubes U.S. survey               |
|                           | ≈ 1 233,489 238 468 1 m3                       |
|                           | ≈ 271 329,700 571 gallon impérial              |
|                           | ≈ 325 853,383 688 gallon US                    |

## Usages
En matière de gestion de l'eau aux États-Unis, un acre-pied correspond généralement à la consommation annuelle d'eau estimée pour une famille américaine typique de banlieue. Dans certaines régions du sud-ouest désertique des États-Unis, où des règles d'économie d'eau sont imposées, et leur non-respect sanctionné, une famille typique ne consomme qu'environ 0,25 acre-pied d'eau par an. Un acre-pied par an équivaut à environ 3,38 m3 par jour.
Historiquement, les États-Unis ont utilisé l'unité de débit acre-pied par an dans de nombreux accords de gestion de l'eau, par exemple le Colorado River Compact (en), qui divise 15 millions d'acres-pieds par an (soit 590 mètres cubes par seconde) dans sept États de l’ouest des États-Unis.
Aux États-Unis, on exprime généralement les capacités des réservoirs d'eau en milliers d'acres-pieds, ou TAF en abrégé. Dans la plupart des autres pays, on utilise plutôt le système métrique, en exprimant les volumes d'eau en litres, en mètres cubes ou en kilomètres cubes. Un acre-pied équivaut approximativement à 1,233 million de litres. Les plus grandes masses d'eau peuvent être mesurées en kilomètres cubes (1 milliard de mètres cubes ou 1 000 milliards de litres), 1 million d'acre-pieds équivalant à environ 1,233 km3.